# 靖幸
『靖幸』（やすゆき）は、日本のシンガーソングライターである岡村靖幸の3枚目のオリジナル・アルバム。
1989年7月14日にEPIC・ソニーからリリースされた。前作『DATE』（1988年）よりおよそ1年4か月振りにリリースされた作品であり、本作より全作詞および作曲、編曲およびプロデュースをすべて岡村が担当するようになった。
本作は岡村が自身のために制作した個人的な作品となったためにファーストネームである『靖幸』と名付けられた。本作制作以前に岡村は膨大な量の様々な音楽を聴いていたが本作には大きな影響は及ぼしておらず、自身の体験を基に男子に対するメッセージを強く打ち出した作品であると岡村は述べている。
本作はオリコンアルバムチャートにおいて最高位第4位となった。本作からは先行シングルとして本田技研工業「NEW today」のコマーシャルソングとして使用された「だいすき」のほかに「聖書」および旭化成のコマーシャルソングとして使用された「ラブ タンバリン」がリリースされ、「友人のふり」がリカットされた。

## 背景
前作『DATE』（1988年）リリース後、4月1日に予定されていた日清パワーステーションでのライブは岡村靖幸が急病のためキャンセルとなる。4月11日にはNHK総合音楽番組『ジャストポップアップ』（1988年 - 1991年）に出演。4月21日には日本テレビ系テレビアニメ『シティーハンター2』（1988年 - 1989年）のエンディングテーマとして使用された「SUPER GIRL」が6枚目のシングルとしてリリースされた。7月21日には初の映像作品となるミュージック・ビデオ集『Date In Short Pictures』が、9月21日には7枚目のシングル「聖書」がリリースされた。同時期に岡村は他者の音楽を積極的に聴くようになっており、音楽誌『WHAT's IN?』の1988年10月号において掲載された岡村が29枚のアルバムを選択した「HIS FAVORITE」という企画において、岡村によって主要となるプリンス、ビートルズ、松田聖子を選定したほか、佐野元春、渡辺美里、大江千里、尾崎豊、安全地帯などの日本のミュージシャンの作品を選定した。海外のミュージシャンからは、レインボー、エアロスミス、チープ・トリック、セックス・ピストルズ、ジェームス・ブラウン、ピーター・ガブリエル、ウェンディ&リサなどの名前が挙げられた。そのほかにもストリングス・アレンジの参考にするためにイーゴリ・ストラヴィンスキーやモーリス・ラヴェルなどのクラシック音楽からも選定されている。
11月2日には本田技研工業「NEW today」のコマーシャルソングとして使用された「だいすき」が8枚目のシングルとしてリリースされ、11月19日にはテレビ神奈川音楽番組『別冊ミュージックトマトJAPAN』（1984年 - 2006年）にゲスト出演した。その後アルバム『DATE』を受けたコンサートツアー「1988 TOUR DATE」を12月3日の大阪厚生年金会館 中ホール公演を皮切りに、同年12月8日のサウンドコロシアム MZA 有明公演まで9都市全9公演が実施され、チケットは全会場とも完売となった。さらに「Tour “DATE SPECIAL”」と題した追加公演を1989年2月4日の札幌市民会館公演を皮切りに、同年3月7日の愛知県勤労会館公演まで4都市全5公演が実施された。観客総動員数は約1万人となり、チケットは全会場とも即日完売となった。4月21日には9枚目のシングル旭化成のコマーシャルソングとして使用された「ラブ タンバリン」がリリースされ、7月に発売された音楽誌『PATi PATi』1989年8月号において岡村は「俺の担当は作詞で、曲とかアレンジは神様が担当してんのね」と発言した。
芸術総合誌『ユリイカ7月臨時増刊号 総特集=岡村靖幸』においてライターのばるぼらは、1980年代において「戦争」というテーマは娯楽作品として扱われることが多くなり、パソコン用ソフト『信長の野望』（1983年）や『大戦略』（1985年）、ファミリーコンピュータ用ソフト『ファミコンウォーズ』（1988年）などの戦略シミュレーションゲームが数多く登場し、ベトナム戦争を題材とした映画『フルメタル・ジャケット』（1987年）なども公開されたことを紹介している。また、ばるぼらは1988年に停戦したイラン・イラク戦争なども日本ではテレビの中の出来事として捉えられたのではないかと推測し、ジャン・ボードリヤールによる著書『湾岸戦争は起こらなかった』（1991年）などが刊行された時代のムードを岡村靖幸は感じ取っていたと述べている。本作リリース前から岡村は「革命」という言葉を多用するようになっており、自身の職業を革命家であると主張した上で、自身の音楽が大ヒットする世の中にすることが自らにとっての革命であると発言している。

## 音楽性と歌詞
芸術総合誌『ユリイカ7月臨時増刊号 総特集=岡村靖幸』においてばるぼらは、ミュージシャンが自身の名をアルバムタイトルにする際の条件として、「『これが自分（たち）である』としか言いようのない作品ができてしまったタイミングに違いない」と主張しており、アルバム3作目となる本作において岡村が自身のファーストネームを使用したことを指摘した上で、岡村がリリースの2か月前トラック・ダウンを終えて仕上がりを聴いた上でアルバムタイトルを決定したが、周囲のスタッフからは反対されていたことを記している。また、ばるぼらは近田春夫による「ミュージシャンって大きく分けたら、リスナー的な人と、まったく音楽聴かないで内側からわき出るもので作る人がいる」という言葉を引用した上で、岡村は後者に当たる存在であったが、前作から本作に至る過程で他者の音楽を積極的に聴くようになったことが大きな変化であると述べている。
岡村は雑誌のインタビューにおいてブルース・スプリングスティーンを全部聴いたと回答したほか、イエスの『危機』（1972年）、キング・クリムゾンの『クリムゾン・キングの宮殿』（1969年）などを購入、さらにトッド・ラングレンやディープ・パープル、レッド・ツェッペリンなどの作品も購入したと回答している。『WHAT's IN?』の企画である「HIS FAVORITE」で列挙された作品群についてばるぼらは「このリストを聴き比べたところで、この頃の岡村にとって他人の音楽が決定的な影響を及ぼすことがないのを、改めて証明するだけではないだろうか」と指摘しており、「情報でモノを作るブームこと九〇年代の渋谷系の時代とは対極に位置し、作る音楽があまりにも突然変異的で、作者が作品を生むあいだの公式が逆算できない」として他者からの影響による変化に対して否定的な見解を示している。
ばるぼらは音楽性よりも歌詞において前作から大きな変化があるとも主張しており、岡村は本作における歌詞は自身のことを表現した歌詞であり男子に対するメッセージ色を強めたとの発言を行っているが、ばるぼらは「その真意は実体験にもとづいた青春ストーリーに加えて社会派な視点が足されるようになったことではないだろうか」との見解を示している。ばるぼらは歌詞中の「video girl」や「Betty Blue」といった言葉から当時の岡村がレンタルビデオを愛用していたことを指摘した上で、それよりも社会や政治に対するメッセージが表現されていることに着目し、「Boys」における「立派な大人になれんのかなぁ?」については岡村が自身の中にある「大人」に対する理想のレベルを高く設定していると思われる発言を当時行っていたことを受けて、ばるぼらは「成熟への理想が高いからこそ、未成熟な領域を広く意識し、末永く青春を追った歌詞が書けるのではないか」と推測している。また「Punch↑」における「戦争なんかおきたらどーすんだよ」の後に「そんなんだったら結婚しようよ」と続く歌詞について、当時岡村が映画『プラトーン』（1986年）を観賞した際に浅薄な意見しか持てなかった自身に危機感を抱く発言をしており、戦争よりも新婚旅行のことを考える部分に関して「世の中にとって大事なはずのものにリアリティを持てない」という本質的なことを表現しているとばるぼらは述べている。本作は岡村が自身のために制作したような作品であったため、当時岡村は「ちゃんとわかってもらえるのは、十年も二十年も後だと思う」と発言している。

## 楽曲

### Side A
1. 「Vegetable」
岡村による犬の呼吸音の物真似の後にイントロなしでいきなり歌唱が始まる構成になっている[12]。音楽評論家の田家秀樹は本曲はファンクではなくラグタイムやホンキートンクの要素が導入されたロックンロールの楽曲であると指摘している[13]。また田家は歌詞中の愛犬や烏龍茶、野菜を食べなければならないという内容は岡村自身のことを題材としているのではないかと述べている[13]。岡村の担当プロモーターであったEPIC・ソニー所属の福田良昭は、本曲の歌詞の語感が洋楽に聴こえると指摘し、岡村が言葉の意味よりも言葉の響きを重視していたと述べている[13]。随所にエルヴィス・プレスリーへのオマージュが捧げられている。間奏において清水信之のホンキートンク・ピアノによるソロが収録されている。
2. 「ラブ タンバリン」
9枚目のシングル。詳細は「ラブ タンバリン」の項を参照。
3. 「どんなことして欲しいの僕に」
サビ以外はファルセットで歌われている。歌詞中で自分の事を「シンガーソングライターダンサー」と称している。また、所々で性行為に及んでいる岡村自身の喘ぎ声が飛び交っている。冒頭部分に於いてクロスフェードしているため、頭出しの際に前曲の終わりの部分が一瞬聞こえる。
4. 「友人のふり」
10枚目のシングル。詳細は「友人のふり」の項を参照。
5. 「聖書」
7枚目のシングル。シングルと全く異なるアレンジが施されており、ライブ演奏時は本作収録のアレンジに準じている。詳細は「聖書」の項を参照。

### Side B
1. 「だいすき」
8枚目のシングル。詳細は「だいすき」の項を参照。
2. 「Có mon」
3. 「Boys」
岡村の声のサンプリング音を主体にリズムが組み立てられている。本曲は岡村によるボイスパーカッションで開始されるが、西岡はこの時代にボイスパーカッションを導入していることが特筆すべきことであると述べている[14]。田家は「女の子のために今日は歌うよ」という歌詞がある「だいすき」に対して、本曲はコンピュータゲームなどが題材となった男の子に向けた楽曲であると指摘している[14]。冒頭部分に於いてクロスフェードしているため、頭出しの際に前曲の終わりの部分が一瞬聞こえる。
4. 「愛してくれない」
5. 「Punch↗」
歌詞中の「戦争なんかおきたらどーすんだよ」という部分について、田家は国家に対する批評的な世の中への目線を岡村が有していたことを指摘している[14]。曲冒頭の台詞とコーラスとして、PSY・SのCHAKAや俳優の金山一彦などが参加している。
6. 「バスケットボール」
歌詞中の「僕はまるで 誰もいない教室の～」という部分について田家は「痛々しい」と表現した上で、本作がリリースされた1988年は後に日本における株価が史上最高値を更新した1989年にかけてのバブル経済による好景気の最中であり、その後後退期に入る日本の中で世の中の変化とともに当時の若者たちもそれに巻き込まれ価値観が激変していったと述べている[15]。

## リリース、プロモーション、アートワーク
本作は1989年7月14日にEPIC・ソニーからCD、CTの3形態でリリースされた。本作より岡村の念願であった「Produced, Composed, Lyrics, Arreanged & Perfomed by 岡村靖幸」という表記がスタッフ・クレジットとして記載されている。同年7月22日にはフジテレビ系深夜番組『オールナイトフジ』（1983年 - 1991年）に出演した。本作からは1988年9月21日に「聖書」、同年11月2日に本田技研工業「NEW today」のコマーシャルソングとして使用された「だいすき」、1989年4月21日に旭化成のコマーシャルソングとして使用された「ラブ タンバリン」が先行シングルとしてリリースされたほか、同年12月21日に「友人のふり」がリカットとしてリリースされた。
本作の初回盤はアルバムのロゴがCDのケースに直接刷られた仕様になっている。ジャケットおよび歌詞カードはピンクで統一されている。また、ジャケット裏面には「Peach」と題して、岡村の呟きと思われるポエム調の雑多なメッセージの羅列がある。また、本作にはハート型でプラスチックではない特殊仕様のCDケースに収納されているプロモーション盤が存在しており、本作リリース時に岡村が出演したフジテレビ系バラエティ番組『森田一義アワー 笑っていいとも!』（1982年 - 2014年）内のコーナー「テレフォンショッキング」においてタモリに贈与している。
本作のCD盤は1991年9月30日に再リリースされた。2005年3月16日には8枚組CD+2枚組DVDのボックス・セット『岡村ちゃん大百科～愛蔵盤』に収録される形で紙ジャケット仕様のデジタル・リマスタリング盤として再リリースされた。2012年2月15日にはBlu-spec CDとして再リリースされ、初回プレス分は紙ジャケットおよびピクチャーレーベル仕様となっていた。また、2012年の再リリースに合わせて発表された「岡村靖幸アルバム・ライナー・ノーツ」の募集企画では横山剣（クレイジーケンバンド）、フミ (POLYSICS) 、南Q太、橋本絵莉子（チャットモンチー）、直枝政広（カーネーション）、大根仁、七尾旅人、小出祐介 (Base Ball Bear)、いしわたり淳治、オカモトレイジ (OKAMOTO'S) などのコメントがブックレットに掲載された。

## 批評、チャート成績、ツアー
| 専門評論家によるレビュー  | 専門評論家によるレビュー |
| レビュー・スコア          | レビュー・スコア         |
| 出典                      | 評価                     |
| ------------------------- | ------------------------ |
| 月刊カドカワ （奥田民生） | 肯定的                   |

文芸・音楽誌『月刊カドカワ』1996年5月号において奥田民生は、本作をリリースした時期から岡村が歌詞の意味を放棄して「何でもあり」の状態になったことを指摘し、「そういうことを世の中に知らしめた功績は大きいです」と主張、また「歌詞が評価されるっていうのも、メロディーあってのものだという気がするんです」と自説を述べた上で、岡村の譜割りが独特であり自身も同様の楽曲制作を目指しているために「親近感を感じてます」と肯定的に評価した。
本作はオリコンアルバムチャートにて最高位第4位の登場週数9回で売り上げ枚数は7.1万枚となった。
本作を受けたコンサートツアーは「Tour”Peach”」と題し、1989年8月18日の仙台電力ホール公演を皮切りに、同年9月26日の日本武道館公演まで13都市全14公演が実施され、観客総動員数は約4万人となり、チケットは全会場とも完売となった。

## 収録曲
- CDブックレットに記載されたクレジットを参照[21]。

| #         | タイトル                       | 作詞・作曲 | 編曲                                       | 時間  |
| --------- | ------------------------------ | ---------- | ------------------------------------------ | ----- |
| 1.        | 「Vegetable」                  | 岡村靖幸   | 岡村靖幸                                   | 4:29  |
| 2.        | 「ラブ タンバリン」            | 岡村靖幸   | 岡村靖幸                                   | 3:52  |
| 3.        | 「どんなことして欲しいの僕に」 | 岡村靖幸   | 岡村靖幸                                   | 5:47  |
| 4.        | 「友人のふり」                 | 岡村靖幸   | 岡村靖幸／ストリングス・アレンジ: 清水信之 | 3:27  |
| 5.        | 「聖書(バイブル)」             | 岡村靖幸   | 岡村靖幸                                   | 7:46  |
| 合計時間: | 合計時間:                      | 合計時間:  | 合計時間:                                  | 25:21 |

| #         | タイトル             | 作詞・作曲 | 編曲                                              | 時間  |
| --------- | -------------------- | ---------- | ------------------------------------------------- | ----- |
| 6.        | 「だいすき」         | 岡村靖幸   | 岡村靖幸                                          | 3:47  |
| 7.        | 「Có mon」           | 岡村靖幸   | 岡村靖幸                                          | 1:44  |
| 8.        | 「Boys」             | 岡村靖幸   | 岡村靖幸                                          | 3:37  |
| 9.        | 「愛してくれない」   | 岡村靖幸   | 岡村靖幸／ストリングス&ホーン・アレンジ: 清水信之 | 6:00  |
| 10.       | 「Punch↗」           | 岡村靖幸   | 岡村靖幸                                          | 4:45  |
| 11.       | 「バスケットボール」 | 岡村靖幸   | 岡村靖幸                                          | 2:43  |
| 合計時間: | 合計時間:            | 合計時間:  | 合計時間:                                         | 22:36 |

## スタッフ・クレジット
- CDブックレットに記載されたクレジットを参照[22]。

### 参加ミュージシャン
| 1. 「Vegetable」 - 有賀啓雄 – エレクトリックベース - 清水信之 – ホンキートンク・ピアノ - 山本拓夫 – ホーン、コーラス - 本田雅人 – ホーン、コーラス - 佐橋佳幸 – スライドギター、エレクトリック・ギター - EVE – コーラス - 横田龍一郎 – コーラス 2. 「ラブ タンバリン」 - CHAKA – コーラス 3. 「どんなことして欲しいの僕に」 - 山本拓夫 – ホーン、コーラス - 本田雅人 – ホーン、コーラス 4. 「友人のふり」 - 清水信之 – ストリングス・アレンジメント - 飛鳥グループ – ストリングス 5. 「聖書」 - 有賀啓雄 – エレクトリックベース - 山本拓夫 – ホーン、ボイス - 本田雅人 – ホーン、ボイス - 横田龍一郎 – パーカッション、ボイス 6. 「だいすき」 - 有賀啓雄 – エレクトリックベース - 江口信夫 – ドラムス - 佐橋佳幸 – アコースティック・ギター | 1. 「Có mon」 - 山本拓夫 – ホーン、ボイス - 本田雅人 – ホーン、ボイス - 横田龍一郎 – ボイス - 伊藤真視 – ボイス 2. 「Boys」 3. 「愛してくれない」 - 有賀啓雄 – エレクトリックベース - 江口信夫 – ドラムス - 横田龍一郎 – エレクトリックピアノ - 清水信之 – ストリングス&ホーン・アレンジメント - 飛鳥グループ – ストリングス - ジェイク・H・コンセプション – ホーン - 数原晋 – ホーン - 西山健治 – ホーン 4. 「Punch↗」 - 金山一彦 – コーラス - CHAKA – コーラス - セーラ – コーラス - 根岸孝旨 – コーラス - 山本拓夫 – ホーン、コーラス - 本田雅人 – ホーン、コーラス - 横田龍一郎 – アコーディオン 5. 「バスケットボール」 - 有賀啓雄 – エレクトリックベース - 江口信夫 – ドラムス |

### スタッフ
- 岡村靖幸 – プロデューサー
- 坂元達也 – レコーディング・エンジニア、ミキシング・エンジニア
- 中林慶一 – レコーディング・エンジニア
- 伊藤敬 – レコーディング・エンジニア
- 日比浩貴 – アシスタント・エンジニア
- 田中邦明 – アシスタント・エンジニア
- 伊藤康宏 – アシスタント・エンジニア
- 水谷勇紀 – アシスタント・エンジニア
- 木村健太郎（キムケンスタジオ） – マスタリング・エンジニア
- 小林和之（EPIC・ソニー） – ディレクター
- 名村武（EPIC・ソニー） – ディレクター
- 西岡明芳（EPIC・ソニー） – プロモーション・スタッフ
- 萩原明 (Heartland) – プロモーション・スタッフ
- 高橋伸明 – アートディレクター
- 大川直人（アフター・アワーズ・スタジオ） – 写真撮影
- 辻田寛乃 – スタイリスト
- 早乙女碧 – ヘアー&メイク・アップ
- 靖幸's Boys & Girls – スペシャル・サンクス
- 小坂洋二（EPIC・ソニー） – エグゼクティブ・プロデューサー

### 2012年リイシュー盤スタッフ
- 福田良昭（ソニー・ミュージックダイレクト） – クリエイティブ・ディレクター
- 近藤雅信 (V4) – クリエイティブ・ディレクター
- 小林忠浩 (Aim Design) – アート・ディレクション、デザイン
- 根岸篤男 (Aim Design) – アート・ディレクション、デザイン
- 望月孝則（ソニー・ミュージックコミュニケーションズ） – プロダクト・コーディネーション

## チャート
| チャート         | 最高順位 | 登場週数 | 売上数  | 出典  |
| ---------------- | -------- | -------- | ------- | ----- |
| 日本（オリコン） | 4位      | 9回      | 7.1万枚 | [ 2 ] |

## リリース日一覧
| No. | リリース日    | レーベル                                 | 規格         | カタログ番号 | 備考                                                                                           | 出典                 |
| --- | ------------- | ---------------------------------------- | ------------ | ------------ | ---------------------------------------------------------------------------------------------- | -------------------- |
| 1   | 1989年7月14日 | EPIC・ソニー                             | CD           | 32・8H-5093  |                                                                                                | [ 12 ]               |
| 2   | 1989年7月14日 | EPIC・ソニー                             | CT           | 28・6Ｈ-5093 |                                                                                                | [ 12 ]               |
| 3   | 1991年9月30日 | EPIC・ソニー                             | CD           | ESCB-1214    |                                                                                                | [ 23 ] [ 1 ] [ 12 ]  |
| 4   | 2005年3月16日 | エピックレコードジャパン                 | CD           | ESCL-2623    | ボックス・セット『岡村ちゃん大百科～愛蔵盤』収録、紙ジャケット仕様、デジタル・リマスタリング盤 | [ 24 ] [ 25 ]        |
| 5   | 2012年2月15日 | ソニー・ミュージックダイレクト／GT music | BSCD         | MHCL-20140   | 南Q太および橋本絵莉子によるライナーノーツが掲載、紙ジャケット仕様、デジタル・リマスタリング盤  | [ 26 ] [ 27 ] [ 12 ] |
| 6   | 2012年10月1日 | ソニー・ミュージックダイレクト           | AAC-LC       | -            | デジタル・ダウンロード                                                                         | [ 28 ]               |
| 7   | 2012年10月1日 | ソニー・ミュージックダイレクト           | ロスレスFLAC | -            | デジタル・ダウンロード                                                                         | [ 29 ]               |